# Tripes à la mode de Caen
Tripes à la mode de Caen ([trip a la mód d kan], doslova „dršťky na caenský způsob“) je normandské národní jídlo. Podle legendy pochází z doby Viléma Dobyvatele a recept vznikl v klášteře Abbaye des Hommes. Připravuje se z hovězích žaludků, nožiček, kůží, kostí a loje, které se nakrájí na kousky a pomalu dusí ve speciální terakotové nádobě zvané tripiére spolu s cibulí, česnekem, pórkem, mrkví, pepřem, hřebíčkem a bouquet garni. Vše se zaleje calvadosem a cidrem, hrnec se přikryje poklicí, škvíry se utěsní chlebovým těstem a vloží se do trouby minimálně na osm hodin. Dršťky po caensku jsou typickým podzimním jídlem, protože v té době se dobytek na pastvě živí spadanými jablky, které dají jeho masu typickou vůni. V roce 1952 byl založen spolek Confrérie de la Tripière d'Or, který pořádá pravidelné soutěže v přípravě této speciality.